# كرة السلة في دورة الألعاب العربية
كرة السلة في دورة الألعاب العربية هو حدث رياضي في دورة الألعاب العربية عقد لأول مرة في دورة الألعاب العربية 1953 في الإسكندرية، مصر.

## منافسات الرجال
| السنة       | المضيف        | النهائي    | النهائي | النهائي       | المركز الثالث              | المركز الثالث | المركز الثالث |
| السنة       | المضيف        | البطل      | النتيجة | المركز الثاني | المركز الثالث              | النتيجة       | المركز الرابع |
| ----------- | ------------- | ---------- | ------- | ------------- | -------------------------- | ------------- | ------------- |
| 1953 تفاصيل | الإسكندرية    | · مصر      | 61 – 41 | · سوريا       | · الأردن                   | 44 – 23       | · فلسطين      |
| 1957 تفاصيل | بيروت         | · لبنان    | n / a   | · سوريا       | · تونس                     | n / a         | · المغرب      |
| 1961 تفاصيل | الدار البيضاء | · مصر      | n / a   | · لبنان       | · المغرب                   | n / a         | · ليبيا       |
| 1965 تفاصيل | القاهرة       | · مصر      | n / a   | · السودان     | · سوريا                    | n / a         | · العراق      |
| 1976 تفاصيل | دمشق          |            | n / a   |               |                            | n / a         |               |
| 1985 تفاصيل | الرباط        | · الأردن   | n / a   | · العراق      | · تونس                     | n / a         | · سوريا       |
| 1992 تفاصيل | دمشق          | · سوريا    | n / a   | · الأردن      | · تونس                     | n / a         | · مصر         |
| 1997 تفاصيل | بيروت         | · السعودية | n / a   | · سوريا       | · الإمارات العربية المتحدة | n / a         | · لبنان       |
| 1999 تفاصيل | عمان          | · مصر      | 97 – 68 | · الأردن      | · قطر                      | n / a         | · سوريا       |
| 2004 تفاصيل | الجزائر       | · مصر      | n / a   | · الجزائر     | · ليبيا                    | n / a         | · قطر         |
| 2007 تفاصيل | القاهرة       | · مصر      | 76 – 73 | · الأردن      | · قطر                      | 91 – 70       | · العراق      |
| 2011 تفاصيل | الدوحة        | · قطر      | 78 – 70 | · الأردن      | · مصر                      | 88 – 71       | · تونس        |

## منافسات السيدات
| السنة       | المضيف  | النهائي               | النهائي               | النهائي               | المركز الثالث         | المركز الثالث         | المركز الثالث         |
| السنة       | المضيف  | البطل                 | النتيجة               | المركز الثاني         | المركز الثالث         | النتيجة               | المركز الرابع         |
| ----------- | ------- | --------------------- | --------------------- | --------------------- | --------------------- | --------------------- | --------------------- |
| 1985 تفاصيل | الرباط  | الجزائر               | n / a                 | المغرب                | سوريا                 | n / a                 |                       |
| 1992 تفاصيل | دمشق    | مصر                   | n / a                 | تونس                  | سوريا                 | n / a                 |                       |
| 1997 تفاصيل | بيروت   | مصر                   | n / a                 | تونس                  | لبنان                 | n / a                 |                       |
| 1999 تفاصيل | عمان    | تونس                  | 74 – 71               | مصر                   | الأردن                | n / a                 | سوريا                 |
| 2004 تفاصيل | الجزائر | لبنان                 | n / a                 | تونس                  | الجزائر               | n / a                 |                       |
| 2007 تفاصيل | القاهرة | لم تعقد بطولة للسيدات | لم تعقد بطولة للسيدات | لم تعقد بطولة للسيدات | لم تعقد بطولة للسيدات | لم تعقد بطولة للسيدات | لم تعقد بطولة للسيدات |
| 2011 تفاصيل | الدوحة  | لبنان                 | Round Robin           | مصر                   | الأردن                | Round Robin           | الصومال               |